# Колесов, Иван Алексеевич
Иван Алексеевич Колесов (7 октября 1778, Вологда, Российская империя — 31 августа 1852, Москва) — московский купец, мануфактур-советник, потомственный почётный гражданин. Городской голова Москвы с 1834 по 1836 год. Кавалер ордена Святого Владимира IV степени.

## Биография
Родился в Вологде в приходе церкви Рождества Богородицы на Верхнем Долу (снесена в 1928 году) в семье небогатого вологодского купца II гильдии Алексея Федоровича Колесова. По примеру отца занялся торговлей, в чём преуспел: в 1809 году стал купцом I гильдии, то есть имел объявленный капитал не менее 50 000 рублей. Основой благосостояния Колесова была чайная торговля, в которой его называли «первейшим кяхтинским чайным торговцем и главным распространителем чая в России». Товар Колесов закупал напрямую у китайских торговцев в бурятской Кяхте, будучи в городе практически монопольным скупщиком чая.
Успешная торговля позволила Колесову переехать в Москву и в 1825 году влиться в местное купечество. В обществе он занял высокое положение: в 1834 году на выборах городского головы Колесов был одним из кандидатов на должность вместе с купцами Александром Васильевичем Алексеевым, Валентином Алексеевичем Куманиным и Карлом Ильичом Доброхотовым-Майковым. Большинство поддержало Колесова, и он возглавлял московское самоуправление до 1836 года (по другим данным, до 1837 года), когда его сменил на посту Алексеев. Куманин также стал городским головой ещё два года спустя.
В период работы Колесова был решён важный для купечества Москвы вопрос о строительстве купеческой биржи — до этого момента для торговли использовалась «стихийная» площадка в у Гостиного Двора в Китай-городе. История вопроса тянулась семь лет, за которые скончался автор первоначального проекта Осип Иванович Бове, и благополучно окончилась только при Колесове: на обращение городского головы принять предложенную в качестве места Ильинскую площадь купечество ответило почти единодушным согласием. В 1835 году началось строительство здания по проекту Михаила Доримедонтовича Быковского. Впоследствии сын Колесова, Алексей Иванович, два срока подряд, с 1852 по 1858 год, председательствовал в Московском биржевом комитете.
Помимо этого, при Колесове в 1834 году было открыто училище для сирот купцов и мещан. В 1835 году началось строительство Нового Гостиного двора. В 1836 году построена Бабьегородская плотина, благодаря которой улучшилось судоходство на обмелевшем после появления Водоотводного канала участки реки, и одновременно — Краснохолмская плотина на канале. Это способствовало развитию торговли, в которой водный транспорт играл заметную роль.
На протяжении всей жизни Колесов занимался благотворительностью, многократно делая значительные пожертвования, открытые и тайные, на строительство церквей, в пользу общественных учреждений и бедноты. В частности, он личным финансированием участвовал в создании Московского мещанского женского училища. В завещании он также обеспечил поддержку бедным жителям Вологды, выделив капитал в 33 000 рублей, за счет процентов с которого должны были выплачиваться государственные подати.
Иван Алексеевич Колесов скончался 31 августа 1852 года в Москве. По случаю смерти «Московские ведомости» и «Вологодские губернские ведомости» опубликовали некрологи, в которых по достоинству и с теплотой отзывались о его деятельности. Колесов был похоронен под Воскресенским собором Покровского монастыря.